# 철원향교지
철원향교지(鐵原鄕校址)는 대한민국 강원도 철원군 철원읍 월하리 67번지에 있던 조선시대의 철원향교 터이다. 철원향교지는 2006년 7월 28일 강원도의 기념물 제87호로 지정되었다.

## 개요
철원향교는 철원군 철원읍 월하리 현 위치에 조선시대 초기에 건립되어 6.25때까지 존속해 있으면서 철원지방 정신문화의 구심점 역할을 하였던 곳으로, 향교지 아래층 유적과 주변 토성 등 성격이 파악되지 않았으나 훼손의 우려가 있으므로 우선 지정하여 보호하고 추후 조사하여 유적의 성격을 명확히 규명할 예정이다.

## 같이 보기
- 철원향교 - 철원군 (남)의 향토문화유산 제3호

## 참고 자료
- 철원향교지 - 국가유산청 국가유산포털